# Vartsichereservoaren
Vartsichereservoaren (georgiska: ვარციხის წყალსაცავი, Vartsichis tsqalsatsavi) är en reservoar i floden Rioni i Georgien. Den ligger söder om staden Kutaisi i regionen Imeretien. Intill reservoaren ligger byn Vartsiche (ვარციხე). Utöver Rioni, ansluter floderna Chanistsqali och Qvirila också till reservoaren.
Vartsichereservoaren ligger 85 meter över havet. Arean är 1,2 kvadratkilometer. Den sträcker sig 2,6 kilometer i nord-sydlig riktning, och 2,2 kilometer i öst-västlig riktning. Trakten runt Vartsichereservoaren består till största delen av jordbruksmark.